# Beatriz Montañez
Pour les articles homonymes, voir Montañez.
Beatriz Montañez López, née à Almadén le 3 juin 1977, est une journaliste et actrice espagnole. Elle est en particulier connue pour sa participation au programme télévisé El Intermedio de laSexta, en compagnie de El Gran Wyoming, entre sa création le 6 mars 2006 et son départ de la chaîne en décembre 2011, pour se consacrer à sa carrière cinématographique.

## Filmographie
- 2006 : 7 vidas (es) (série télévisée) : Lois Lane
- 2007 : Los irrepetibles (es) (série télévisée)
- 2011 : Museo Coconut (es) (série télévisée) : Yoko Choko
- 2012 : 88 : Zoe
- 2015 : De chica en chica : la taxiwoman